# XXx: Újra akcióban
Az xXx: Újra akcióban (eredeti cím: xXx: Return of Xander Cage) 2017-ben bemutatott amerikai akció-kalandfilm, melyet D. J. Caruso rendezett.
A főszereplők Vin Diesel, Deepika Padukone, Donnie Yen, Samuel L. Jackson, Tony Jaa, Nina Dobrev, Ruby Rose, Rory McCann, Kris Wu és Ariadna Gutiérrez. Ez a harmadik film az XXX filmszériából, valamint ez a folytatása a 2002-ben bemutatott XXX-nek.
Az Amerikai Egyesült Államokban 2017. január 20-án mutatták be, míg Magyarországon egy nappal hamarabb szinkronizálva, január 19-én az UIP Duna forgalmazásában.

## Cselekménye
|  | Alább a cselekmény részletei következnek! |

Amikor egy irányítatlanul a Földre zuhanó műhold felrobban a felszínen, Gibbons ügynök és egy újonc, Neymar eltűnik egy tűztengerben. Hamarosan kiderül, hogy a műhold nem véletlenül zuhant le, hanem valaki egy az NSA-tól ellopott titkos eszközzel eltérítette a pályájáról. Mivel az eszköz így rossz kezekbe került, a CIA mindenképpen vissza akarja szerezni. Azonban tripla-X nem emiatt vállalja el a feladatot, hanem mert Gibbons a barátja volt. A számára kijelölt hivatásos katonák helyett saját embereit válogatja be a csapatba a világ minden tájáról, így az elég extrém figurákból áll.
Tripla-X londoni hacker hölgyismerőse révén kideríti, hogy akik ellopták az eszközt, azok jelenleg a Fülöp-szigeteken tartózkodnak, így a CIA repülőjét arrafelé irányítják, de a szigetre gumicsónakon érkeznek, és az ott való „rejtőzködésért” cserébe néhány fegyvert ajánlanak fel. Azonban a tolvajok vezetője felismeri a menekülési álcát, de mielőtt likvidálná őket, egy orosz kommandó ereszkedik le helikopterről, és magukkal akarják vinni az eszközt, mire kitör a tűzharc.  A tolvajok vezetője motorkerékpárral menekül a dzsungelen át, ahova tripla-X szintén motorkerékpáron követi (a közlekedési eszközt később menet közben vízen közlekedő járművé alakítják át).
|  | Itt a vége a cselekmény részletezésének! |

## Szereplők
| Színész           | Szerep                         | Magyar hang       |
| ----------------- | ------------------------------ | ----------------- |
| Vin Diesel        | Xander Cage / xXx              | Gesztesi Károly   |
| Deepika Padukone  | Serena Unger                   | Németh Borbála    |
| Donnie Yen        | Xiang                          | Rajkai Zoltán     |
| Tony Jaa          | Talon                          | Molnár Levente    |
| Samuel L. Jackson | Augustus Eugene Gibbons ügynök | Kőszegi Ákos      |
| Nina Dobrev       | Rebecca "Becky" Clearidge      | Nemes Takách Kata |
| Ruby Rose         | Adele Wolff                    | Pálmai Anna       |
| Nicky Jam         | Lazarus                        | Kassai Károly     |
| Toni Collette     | Jane Marke                     | Hegyi Barbara     |
| Kris Wu           | Harvard "Nicks"                | Moser Károly      |
| Rory McCann       | Tennyson                       | Csuja Imre        |
| Neymar            | Önmaga                         | –                 |